# Wingmaster
Wingmaster (vollständiger Titel „WINGMASTER – Luftfahrt, Historie, Modellbau“) ist eine Zeitschrift für Modellbau. Herausgeber und Chefredakteur ist Heinz Nickel, Verlag VDM Heinz Nickel.

## Geschichte
Wingmaster kam erstmals im April 1998 mit dem Heft Nummer 1 auf den Markt. Ab Heft Nummer 8 kam zum Titel das „im Detail“-Logo hinzu. Ab Heft 33, im Jahre 2006, änderte sich das Logo und der Name der Zeitschrift wurde von Wingmasters in Wingmaster geändert.

## Themen
In Wingmaster werden ausschließlich Modellbauberichte über militärische Flugzeuge veröffentlicht. Schwerpunktmäßig behandelt das Magazin Flugzeugmodelle aus den beiden Weltkriegen und gelegentlich Bauberichte über Jets und Hubschrauber. Anhand von  Abbildungen werden die zerlegten Modelle dargestellt. Dabei nehmen die Autoren der Artikel reale Maschinen mit ihren Piloten zum Vorbild und bauen diese dann nach und zeigen, wie sie durch die richtigen Farben und die nachträgliche Alterung dem Modell den letzten Schliff geben. Daneben gehören zum Programm der Zeitschrift auch  Zeitgeschichtliche Themen im Zusammenhang mit der Luftfahrt, Aktuelles aus der Modellbauszene, Modellneuheiten und Literaturbesprechungen.
Immer wiederkehrende Themen sind Messerschmitt Bf 109, Focke-Wulf Fw 190 D, Supermarine Spitfire und North American P-51 Mustangs.

## Zielgruppe
Die Zielgruppe von Wingmaster sind Flugzeugmodellbauer mit militärhistorischem und technischem Interesse.

## Umfang/Format
Wingmaster hat einen Umfang zwischen 50 und 60 Seiten in Drahtheftung, im Format 215 × 300 mm.